# Cherokee
 Der er for få eller ingen kildehenvisninger i denne artikel, hvilket er et problem. Du kan hjælpe ved at angive troværdige kilder til de påstande, som fremføres i artiklen.

 For alternative betydninger, se Cherokee (flertydig). (Se også artikler, som begynder med Cherokee)
Cherokee-indianerne eller cherokeserne, som de ofte kaldes på dansk, er en stamme af oprindelige amerikanere. Stammen var en af de fem civiliserede stammer og boede, da spanierne kom til Amerika i det, der i dag er det sydøstlige USA. Cherokeserne er en af de stammer i det nuværende USA, der har sit eget skriftsystem, opfundet omkring 1821 af Sequoyah.
I dag anerkender USA's regering tre separate grupper af cherokesere, "The Cherokee Nation" med hovedstad i Talequah i Oklahoma, "United Keetoowah Band of Cherokee Indians", ligeledes med hovedstad i Talequah, Oklahoma, samt "Eastern Band of Cherokee Indian" med hovedstad i byen Cherokee i North Carolina. Herudover findes der mindre grupper, der er anerkendt af de statslige, men ikke de føderale myndigheder i Georgia og Alabama . Endelig findes der mindre, ikke anerkendte grupper i blandt andet Arkansas, Tennessee, Missouri og Californien.

## Cherokeserne
I 1674 var der ca. 50.000 cherokesere. Der har formodentlig været flere tidligere, men epidemier af sygdomme, "medbragt" af de Soto-ekspeditionen udryddede næsten 75 % af samtlige oprindelige amerikanere, så cherokeserne er givetvis også blevet ramt af disse epidemier. Også i årene efter 1675 blev stammen ramt af epidemier, især kopper, som udryddede endnu flere, så der i slutningen af 1830'erne kun var omkring 25.000 cherokesere tilbage. Trail of Tears, borgerkrig i stammen, krige mod andre stammer og ikke mindst den amerikanske borgerkrig tog også sin del, så i slutningen af 1800-tallet var der formodentlig under 20.000 cherokesere tilbage. I dag tæller cherokeserne godt 300.000. Heraf er dog kun de ca. 15.000 – 20.000 fuldblods cherokesere. På den engelske Wikipedia refereres til en undersøgelse, der opgør det samlede befolkningstal til over 700.000, men denne undersøgelse medtager også mennesker, der angiver at tilhøre mere end en befolkningsgruppe.
Knap 200.000 af de registrerede cherokesere bor i Oklahoma, mens ca. 10.000 bor i reservatet i North Carolina. De øvrige bor i USA's andre stater i større eller mindre grupper.

## Stammens navn og sprog
I USA kaldes stammen Cherokee, men det navn, de oftest bruger om sig selv er Ah-ni-yv-wi-ya, der betyder ”De rigtige mennesker" eller "Det primære folk". Tidligere brugtes også navnet Keetoowah eller Kituwah som betegnelse for såvel stammen, som dens hovedstad. I dag bruges dette navn kun om én af de tre anerkendte grupper.
Det engelske navn "Cherokee" er der ikke fuld enighed om oprindelsen af. En forklaring går ud på, at da spanierne i 1540'erne som de første hvide mødte cherokeserne, opfattede spanierne deres navn som "Chalaki", en fejlhøring af "Tsa-la-gi", som spanierne troede var navnet på folket, men egentlig var navnet på det sprog, de talte. Fx oversættes betegnelsen "tsi-tsa-la-gi" ofte med "Jeg er cherokeser", men betyder egentlig "Jeg taler cherokesisk". Chalaki skulle så have udviklet sig til Cherokee. Ingen af de nuværende cherokesiske dialekter har bogstavet/lyden "r", men en nu uddød sydlig dialekt havde denne lyd, så det er også muligt at navnet stammer fra "Tsaragi", som skulle være det samme ord som ovenfor på denne uddøde dialekt.
En anden forklaring er, at navnet skulle komme fra et ord på choctawernes sprog, "chiluk-ki" der betyder, "hulefolket" på grund af de mange huler, der findes i Appalacherne, hvor cherokeserne havde deres hjem.
En nyere forklaring er, at navnet skulle komme fra et ord fra creek -indianernes sprog, "cheloke", der simpelthen betyder "de, der taler et andet sprog". Denne forklaring lyder sandsynlig, idet cherokesernes sprog ligger temmelig langt fra de sprog, der taltes af de øvrige stammer i det sydøstlige Nordamerika. Det cherokesiske sprog tilhører som det eneste af de sydøstlige sprog, den irokesiske sprogfamilie, selv om det ligger temmelig langt fra de sprog, som i dag tales af de irokesiske folk i staterne New York og Delaware. De øvrige sprog som taltes af cherokesernes naboer, fx hos de fire andre civiliserede stammer, catawbaerne og andre tilhører alle muskogee sprogfamilien .

## Klaner
Cherokserstammen var opdelt i 7 klaner. Klanerne havde oprindelig en religiøs betydning, idet hver klan repræsenterede en af de åndelige kræfter, som cherokeserne troede eksisterede i naturen. Desuden repræsenterede klanerne de rituelle ceremonier, der skulle udvikle et menneske fra fødslen til det var klar til at gå ind i den åndelige verden ved livets ophør. Efterhånden som cherokeserne blev kristne (de fleste allerede i 1700–tallet), forsvandt klanernes oprindelige betydning.
Medlemskabet af en klan blev nedarvet gennem moderen, og klanernes egentlige overhoveder var "bedstemødrenes råd", et forsamling af ældre, erfarne kvinder. Det var altså naturligt for cherokeserne at sætte kvinderne højt, og stammen var da også den første, der valgte en kvindelig overhøvding, om end dette først skete i 1987. Alle medlemmer af en klan blev betragtet som søskende, og ægteskaber inden for klanen var derfor forbudt. Når en kvinde giftede sig med en mand, forlod denne sin egen klan, og flyttede ind hos kvindens klan.
De syv klaner er:
- "De vilde kartoflers klan", der ofte var landbrugere. De er jordens vogtere og beskyttere. Spirituelt repræsenterede klanen den fysiske verden, jorden.
- "De langhåredes klan" har deres navn, fordi klanens medlemmer bar deres hår i kunstfærdige frisurer. Klanen er traditionens vogtere og virkede ofte som lærere, og mange af cherokesernes fredshøvdinge kom fra denne klan. Spirituelt repræsenterede klanen menneskene.
- "Rådyrklanen" var dyrenes og jægernes beskyttere. De fungerede som løbere og sendebude, som sporsøgere, garvere og andre fag, der var relateret til jagt. Spirituelt repræsenterede klanen livsånden og forplantningen.
- "Den rødhalede høgs klan" var vogtere af fuglene og cherokesernes hellige fjer (som blev anvendt under særlige ceremonier). De var berømte for deres anvendelse af meterlange pusterør, som de brugte til fuglejagt. Også denne klan fungerede ofte som sendebud. Spirituelt repræsenterede klanen intellektets udvikling.
- "Den blå kristtjørns klan" var ansvarlig for stammens medicinske urtehaver og især for medicin til børn. En særlig medicin fremstillet af blå kristtjørn gav klanen dens navn. I følge cherokesisk mytologi , havde dyrene engang besluttet sig for at udrydde menneskene, ved at gøre dem syge, men planterne ville hjælpe menneskene, så for hver sygdom dyrene skabte, skabte planterne en medicin, der kunne kurere den. Spirituelt repræsenterede klanen den åndelige renselse, der udføres som forberedelse til ceremonier.
- "Malingsklanen" havde som opgave at fremstille den maling som stammen brugte ved deres ceremonier. Klanen samlede materiale til og fremstillede fire farver, der hver for sig repræsenterede et verdenshjørne og en symbolsk betydning: rød ( øst), der symboliserede kraft og healing, blå ( nord ), der symboliserede kamp, og de ting, der var skadelige for mennesker, sort ( vest ), der symboliserede døden og adgangen til den åndelige verden og hvid ( syd), der symboliserede renhed, dyd og alt det gode i tilværelsen. Stammens healere, medicinmænd og "vise mænd" kom fra denne klan. Spirituelt repræsenterede klanen de fire verdenshjørner samt samfundsstrukturen og det sociale aspekt.
- "Ulveklanen" var menneskenes beskyttere og vogtere at stammens "hellige ild". De var oprindeligt ulvejægere, og var de eneste medlemmer af stammen som måtte dræbe ulve. De fleste af stammens krigere og krigshøvdinge kom fra denne klan. Spirituelt repræsenterede klanen adgangen til den åndelige verden og udviklingen af en højere bevidsthed.

## Historie

### Forhistorisk tid
I følge én af cherokesernes egne legender, stammede folket oprindeligt fra en eller flere øer i Atlanterhavet øst for Sydamerika. De blev angrebet af mange stammer, men Gud hjalp dem, og de sejrede. Da Gud skabte cherokeserne havde han givet deres "vise mænd" mange mystiske kræfter, som de skulle bruge til at hjælpe folket. Dette folk boede i store byer med mange høje bygninger. Imidlertid var der nogle af de vise mænd, som begyndte at bruge deres kræfter til andre formål end Gud havde tænkt. Gud beordrede derfor folket til at tage den hellige ild, og rejse bort fra deres øer. Nogle tog til Asien, nogle til Indien, nogle Sydamerika og nogle til Nordamerika. De vise mænd, blev tilbage på de oprindelige øer, men da folket var væk, ødelagde Gud de store byer, ved at lade jorden synke, så både byerne og øerne nu ligger under havet.
Legenden minder om flere mellem- og sydamerikanske folks legender foruden den europæiske Atlantis-myte. Antropologer har konstateret at cherokesernes kurvefletning og lertøj mere ligner det, der blev fremstillet af sydamerikanske og caribiske stammer end af de øvrige stammer i det sydøstlige Nordamerika.
Det vi i dag kan konstatere gennem arkæologiske fund og sprogforskning tyder på, at cherokeserne i forhistorisk tid boede i et område, der omfatter den sydlige del af det nuværende Texas og den nordlige del af det nuværende Mexico. Herfra flyttede stammen allerede i forhistorisk tid nord på til området omkring De Store Søer, hvor de kom i kontakt med forskellige irokesiske stammer, som blandt andet påvirkede cherokesernes sprog, så det i dag er en del af den irokesiske sprogstamme, selv om det ikke nødvendigvis har været sådan oprindeligt. Dette tyder på et ophold og en påvirkning over flere tusinde år.
Legender fra blandt andre Delaware indianerne fortæller, at efter krige med de øvrige irokesiske stammer, blev cherokeserne drevet sydpå ved begyndelsen af historisk tid (det vil sige nogenlunde samtidigt med at de første hvide kom til Amerika). Moderne forskere er dog forholdsvis enige om, at dette ikke kan være korrekt. Da de hvide kom til Amerika talte cherokesernes stamme ca. 50.000 personer – langt flere end nogle af de andre irokesiske stammer, og man mener simpelt hen ikke, at cherokeserne kan være blevet fordrevet med magt. Samtidigt ligger det cherokesiske sprog så langt fra de øvrige irokesiske sprog, at man mener, at adskillelsen må være sket langt tidligere, og de fleste er enige om, at cherokesernes vandring mod syd, må have fundet sted allerede omkring 1000 år før vor tidsregning.
Da de første hvide, nærmere betegnet spanieren Hernando de Sotos ekspedition, traf cherokeserne, var det i den sydøstlige del af det nuværende USA, nærmere betegnet i den sydlige del af Apppalacherne. Cherokeserne kontrollerede et område på ca. 350.000 kvadratkilometer, der strakte sig over områder i de nuværende stater Kentucky, West Virginia, Virginia, North Carolina, South Carolina, Georgia, Alabama og Tennessee.

### Ca. 1630 til den amerikanske revolution
Selv om de Soto mødte cherokeserne allerede i 1541, levede stammen i mange år uden nævneværdig kontakt med de hvide. Først efter Virginias kolonisering, fik stammen igen kontakt til hvide, nu englændere, som i 1629 rejste ind i Appalacherne for at handle med de indianere, som de traf der. I 1684 indgik cherokeserne en aftale med handelsmænd fra Carolina (kolonien var endnu ikke delt op i North og South Carolina) om at cherokeserne kun ville handle med dem. Varerne var hovedsageligt skind samt indianere fra andre stammer, som cherokeserne solgte som slaver til englænderne. Cherokeserne knyttede sig tæt til englænderne i kolonierne, og stammen stod på Englands side i landets krige med Frankrig og Spanien i slutningen af 1600- og begyndelsen af 1700-tallet.
Desuden førte cherokeserne ofte krig mod deres indianske naboer, fx Catawba-stammen, der boede øst for cheroksernes land, Creek-stammen der boede syd for, Choctaw-stammen, der boede sydvest for og Chickasaw-stammen, der boede vest for det cherokesiske område. Desuden førtes krige mod Shawnee-stammen og de irokesiske stammer, der boede nord for området. Mange gange førtes flere eller alle disse krige samtidigt. Stammerne dannede dog fra tid til anden også alliancer indbyrdes. Fx allierede cherokeserne sig en periode med Catawba-stammen for at føre en fælles krig mod Alibamu-stammen i Mississippi, og ved en anden lejlighed allierede man sig med Chickasaw-stammen for at føre en fælles krig mod Shawnee-stammen. Både catawbaer og chickasawer førte man ved andre lejligheder kortere eller længere krige mod. Den længste krig var mod chickasawerne, og den varede i 11 år. Creekerne var cherokesernes arvefjender, og her var der næsten konstant krig, og selv i fredsperioder, var der alvorlige stridigheder med denne stamme.
I begyndelsen af 1700-tallet, var cherokeserne i den "interessante" situation at de på samme tid førte krig mod irokeserne, som var allierede med England, og algonquinerne, som var allierede med Frankrig. Samtidigt førte man også krig mod Creek-stammen, og en styrke cherokesere, deltog på de engelske kolonisters side i South Carolinas krig mod Tuscaroraerne.
I 1738 og 1753 blev stammen igen ramt af skoldkoppeepidemier, og det udryddede næsten halvdelen af stammen. Præsterne (Ah-ni-ku-ta-ni), som ellers stod for at kurere sygdomme, kunne intet stille op, og deres universalmiddel (bortset fra urtemedicin), som bestod i at kaste syge i iskoldt vand, var en uheldig metode, når patienten havde høj feber. Derfor mistede cherokeserne efterhånden tilliden til præsteskabet, og mange af dem blev kristne. Undervejs sluttede man i 1743 fred med catawbaerne, som man havde ført krig med i et par år. Også i den nordlige del af territoriet, blev det sluttet fred. Det skete i 1745, da cherokeserne sluttede fred med wyandotterne i Ohio. Denne stamme var man kommet i krig med, fordi de stod på fransk side i krigen mod England.
I begyndelsen af 1750'erne gik cherokeserne igen i krig mod creekerne. Krigen handlede om land i Georgia, og i 1755 sluttede krigen med at cherokeserne besejrede creekerne i Slaget ved Taliwa og dermed erobrede det omstridte landområde. I 1759 deltog 100 cherokesere i en engelsk ekspedition mod shawneeerne i Ohio, men på vej over en flod, mistede ekspeditionen de fleste af sine forsyninger, og de engelske kolonister beholdt resten selv. Det fik cherokeserne til at stjæle nogle heste fra kolonisterne, og disse hævnede sig så ved at dræbe og skalpere 20 cherokesere. Det fik cherokeserne til at gå i krig mod kolonisterne i Virginia, men guvernøren i South Carolina opfattede det som et angreb på alle hvide, så han samlede en styrke på ca. 1.000 mand, og angreb de sydlige cherokeseres landsbyer. Cherokeserne, der blev overraskede over angrebet, sluttede fred med kolonisterne, og et par krigere blev udleveret og henrettet for mord. Desuden blev 32 høvdinge taget til fange, blandt disse den meget respekterede krigshøvding Oconastota. En anden høvding, Attacullaculla, fik forhandlet sig til frigivelsen af Oconastota og to andre, men de 29 høvdinge blev gjort til gidsler og ført til South Carolina. Imidlertid fik dette cherokeserne til at starte en ny krig mod kolonisterne. Den varede fra 1760 til 1762, og adskillige kolonister og indianere blev dræbt. I forbindelse med et angreb på Fort Prince George i South Carolina i 1760 blev de 29 gidsler dræbt. I 1761 satte den britiske øverstkommanderende for Nordamerika, Jeffrey Amherst, hele den engelske hær ind mod cherokeserne, og det førte til at 15 byer blev erobret, og deres vinterforråd blev destrueret. Samme år overfaldt cherokeserne Fort Loudon i Tennessee og massakrerede alle beboere. I 1762 underskrev cherokeserne en fredstraktat med South og North Carolina og året efter sluttede man også fred med kolonisterne i Virginia. Cherokeserne overholdt traktaten, men blev i 1763 ramt af endnu en skoldkoppeepidemi, der kostede flere hundrede livet. Samtidigt med krigen mod kolonisterne førte cherokeserne en langvarig krig mod Chickasaw-stammen fra 1758 til 1769. Krigen endte med nederlag til cherokeserne, som herefter ikke førte krig (om end nok sloges sporadisk) frem til den amerikanske uafhængighedskrig.

### Traktater med England
I 1721 måtte cherokeserne underskrive den første traktat, der betød, at de mistede land. Tidligere traktater havde været "rene" fredstraktater, hvor man lovede ikke at angribe hinanden, men i denne traktat, blev der fastsat en grænse mellem cherokesernes område og de britiske kolonisters område. Denne lå et stykke inde på det område, som hidtil havde tilhørt cherokeserne. I årene efter denne traktat vendte cherokeserne sig mere mod de franske kolonister mod syd. Dette fik England til at frygte at cherokeserne ville "skifte side" og man sendte en forhandler til stammen i 1725. Formålet var at forhandle om handelsrettigheder, og sikre at stammen forblev på englændernes side. Senere (o. 1730) kom Sir Alexander Cuming til stammen, og han foreslog, at man valgte en enkelt leder til at forestå forhandlingerne. Faktisk foreslog han, at cherokeserne skulle vælge en "kejser". På det tidspunkt eksisterede begrebet "overhøvding" eller fælles høvding ikke hos stammen, hvor de enkelte klaner og landsbyer stort set regerede sig selv, og de lokale stammeråd og høvdinge var ikke interesseret i at blive underlagt en overhøvding. Cumings udpegede derfor selv en ukendt og forholdsvis ubetydelig høvding, Moytoy, som stammens "kejser". Dette skete i 1730 og Moytoy fungerede som "kejser" frem sin død, men ikke alle cherokeserne accepterede ham som sådan; ikke mindst fordi Cumings overtalte ham til, på cherokesernes vegne at anerkende den engelske konges overhøjhed over stammen. De fleste stammemedlemmer mente ikke, at de stod under nogen, mindst af alt en konge på den anden side af jorden.
Cumings tog 7 unge cherokeserkrigere med hjem til London, hvor han præsenterede dem for kongen som betydelige høvdinge – hvilket ingen af dem dog var. En af de syv cherokesere var dog Attacullaculla, som senere blev kendt som en cherokesernes "hvide" høvdinge (det var Attacullaculla, der 30 år senere forhandlede om de 29 gidslers frigivelse). Hvide høvdinge var høvdinge i fredstid, mens røde høvdinge ledede stammen, når den var i krig. I 1743 underskrev cherokeserne så en aftale, hvor de lovede fremover kun at handle med de engelske kolonister. Ved Moytoys død blev hans søn udpeget som ny "kejser", men nu havde cherokeserne indset fordelen ved en overhøvding, der kunne repræsentere dem overfor de hvide, og kort efter Moytoys død valgte man at erstatte hans søn med en anden "hvid" høvding, Big Hop. Heller ikke han sad dog længe inden han blev afløst af endnu en hvid høvding, nemlig Attacullaculla. Omkring 1770 var det dog den røde høvding Oconostota, der fik den største indflydelse i stammen, og i 1775 blev han valgt som stammens overhøvding. Det var Oconostota som forsøgte at få cherokeserne til at skifte side, til franskmændene, delvis fordi han beskyldte englænderne for at være årsag til de skoldkoppeepidemier, der ramte cherokeserne.
Der blev underskrevet flere traktater, blandt andet i 1754 og 1758, der bekræftede venskabet mellem cherokesere og England og de engelske kolonister i de sydøstlige stater. Ved traktaten i 1754 måtte cherokeserne dog igen afgive land til England, som skulle bruge nogle områder til at bygge forter på. Denne traktat blev underskrevet af Attacullaculla, som altså små fem år senere måtte fortryde sin "venlighed".
Traktaterne fik dog ikke hvide nybyggere til at holde sig ude af cherokesernes områder. Tværtimod kom der flere og flere. Befolkningen i de engelske kolonier nærmest eksploderede, og alle disse mennesker ville have et sted at være – og det var så indianernes områder, der var mest interessante. I 1770 og 1773 måtte cherokeserne underskrive traktater, hvor de tilsammen gav afkald på 800.000 hektar (8.000 kvadratkilometer) jord i Georgia, officielt for at betale en gæld som stammen havde til hvide handlende i området. Cherokeserne ønskede at beskytte deres landområde, og i stedet for at miste værdifuldt land valgte de at afgive land, som de allerede havde problemer med at kontrollere, fx på grund af fjendtlige stammer. I 1774 og 1775 underskrev de således traktater med Transylvania Land Company, hvor de mod betaling afgav det meste af deres område i det østlige og centrale Kentucky. Det var det såkaldte "Henderson Purchase", som var klart mod den britiske lovgivning, men som altså alligevel blev gennemført. I området boede også shawneeerne som cherokeserne have kæmpet med om området i årevis, men de blev ikke spurgt. I 1768 havde irokeserne på samme måde solgt den sydlige del af deres territorium, som de sloges med shawneeerne om, til et engelsk handelskompagni. Shawneerne måtte altså nu se, at såvel den nordlige del som den sydlige del af deres territorium var solgt af fjendtlige stammer uden at de var blevet hørt, så de havde ingen steder at flytte hen. De valgte derfor at blive, og i de næste 40 år kæmpede de mod de hvide om området, hvilket såvel irokeserne som cherokeserne var helt klare over ville ske. En historie fortæller at efter salget i 1775, skulle en af cherokesernes høvdinge have sagt til Daniel Boone, at "Vi har solgt jer megen god jord, men jeg er bange for, at I vil få problemer, hvis I prøver at slå jer ned på den."
I 1776 udbrød så den amerikanske frihedskrig, og en række stammer, primært i den nordlige del af kolonierne, opfordrede cherokeserne til at indgå en alliance med dem, og bekæmpe amerikanerne. Cherokeserne valgte dog i første omgang at forblive neutrale, men valgte senere at støtte England, fordi de mente, at det var kolonisterne, som var den største trussel. I begyndelsen af krigen foretog cherokeserne således et overfald på en række hvide farmere, der havde slået sig ned ved Watauga River i det nordvestlige North Carolina. Ved dette overfald blev blandt andre David Crockett den ældre (farfar til pelsjægeren og politikeren Davy Crockett) hans hustru samt tre af de hjemmeværende børn dræbt at cherokeserne. To sønner blev kidnappet, og en datter blev skalperet, men overlevede dog. Den ene af de to sønner, James, blev frigivet 18 år senere, mens den anden aldrig blev fundet.

### Fra revolutionen til "Trail of Tears"
Efter den amerikanske revolution mente indbyggerne i den nye nation ikke, at de behøvede at overholde de traktater, som England havde indgået med cherokeserne (og andre stammer). Specielt ikke fordi cherokeserne, altså havde støttet England under revolutionen. Nybyggere rejste ind i cherokesernes område, og i 1785 underskrev man den første traktat med USA – Hopewell traktaten. I denne blev det blandt andet bestemt, at alle krigsfanger gensidigt skulle frigives, og der blev aftalt hvilke grænser, der skulle gælde for cherokesernes territorium. Det drejede sig om et område, der omfattede landet øst for Tennesseefloden i vest til midt i North Carolina i øst. Desuden det vestlige Kentucky i nord til det nordlige Georgia i syd. Cherokesernes område omfattede ligeledes områder i Alabama, Virginia og South Carolina. Hvide, der slog sig ned på området, havde cherokeserne selv ret til at straffe og bortvise. Dog fik nogle få hvide, der allerede havde slået sig ned på området mellem French Broad River og Holston River i North Carolina lov til at blive boende, og det samme gjaldt nogle få hvide, der havde slået sig ned nord for Nolichucky River i Tennessee, blandt andre Davy Crocketts forældre.
Traktaten holdt ikke længe. Nybyggere strømmede fortsat ind i cherokesernes område, især i den nordlige del. Når cherokeserne forsøger at straffe dem i henhold til traktaten, fængslede man i stedet indianerne, og i 1791 måtte stammen underskrive en ny traktat. Denne gang måtte man afgive alt det tilbageværende land i Kentucky. Som betaling skulle stammen have de fængslede stammemedlemmer tilbage, og USA skulle årligt betale $1000 i erstatning til stammen. Amerikanske nybyggere skulle have fri passage ad en vej gennem området, og de skulle have ret til at færdes frit på Tennesseefloden. Cherokesernes område skulle mærkes tydeligt op, og indianerne måtte stadig fordrive de, der slog sig ned på området. Indianere, der begik forbrydelser mod hvide skulle udleveres til, og straffes efter amerikansk lovgivning, og amerikanere, der begik forbrydelser mod indianerne, skulle ligeledes straffes af de hvide efter amerikansk lovgivning. Holston traktaten, som traktaten blev kaldt, indeholdt tillige bestemmelser om at cherokeserne skulle opgive at være jægere, og i stedet blive landbrugere.
I 1794 underskrev man endnu en traktat. Den fastslog endnu engang bestemmelserne i både Hopewell og Holston traktaterne, og erstatningen blev øget til $5.000. Dog skulle der fratrækkes $50 for hver hest, som indianerne stjal fra de hvide nybyggere.
I 1798 var bestemmelserne fra traktaten fra 1791 endnu ikke blevet gennemført. Cherokeserne havde blandt andet aldrig fået deres erstatning "på grund af misforståelser", og området var ikke blevet mærket op som aftalt i traktaten. Det betød at endnu flere nybyggere havde slået sig ned på stammens territorium. Man underskrev derfor endnu en traktat, som endnu engang bekræftede grænserne fra 1791 (traktatens artikel 3), men som dog (artikel 4), alligevel fastslog at cherokeserne som tak for amerikanernes beskyttelse, skulle afgive et stort område i Tennessee, hvor hvide farmere uretmæssigt havde slået sig ned. Samtidigt skulle de hvide sikres fri passage på endnu en vej gennem indianernes område. Til gengæld ville indianerne nu få deres erstatning. Dog kun $5.000 en gang for alle i stedet for en årlig betaling af samme størrelse. Herudover ville de årligt modtage varer for $1.000. En indianeragent skulle have lov til at slå sig ned på cherokesernes territorium, og til gengæld ville USA "continue the guarantee of the remainder of their country for ever, as made and contained in former treaties."
Evigheden varede ikke længe, for allerede i 1805 måtte stammen igen underskrive en traktat, hvor man afgav alt land øst for Duck River og alt land nord for Tennesseefloden. Det omfattede stort set hele cherokesernes område i Tennessee, bortset fra et mindre område i den østlige del af staten. Erstatningen skulle være $2.000 om året i 4 år og et engangsbeløb på yderligere $2.000, når traktaten blev ratificeret. Stammens overhøvding, Black Fox, der underskrev traktaten på cherokesernes vegne, skulle have $100 om året resten af sit liv. Desuden skulle USA opføre en mølle og forære cherokeserne en bomuldsrensemaskine.
I 1812 – 1814 deltog cherokserne i krigen mod creekerne på amerikanernes side. Under Slaget ved Horseshoe Bend i Tennessee kæmpede 1.000 cherokesere under ledelse af høvdinge som Major Ridge, Gulkalaski, Stand Watie og John Ross under Andrew Jacksons kommando. Blandt andet reddede en cherokeserindianer, efter hvad eftertiden fortæller, Gulkalaski selv, Andrew Jacksons liv, da denne var ved at blive hugget ned bagfra af en creek indianer. Trods dette, var det Andrew Jackson, der repræsenterede USA ved underskrivelsen af en ny traktat i 1816, hvor cherokeserne måtte afgive den sydvestlige del af deres tilbageværende område. Erstatning var et engangsbeløb på $5.000 og en årlig afgift på $6.000. Med denne traktat var cherokesernes område mere end halveret siden den amerikanske frihedskrig sluttede, mindre end 30 år tidligere.
I 1817 blev der underskrevet endnu en traktat. Cherokeserne afgav det sidste land i Tennessee til gengæld for at område i Arkansas. Nogle få, hovedsageligt ældre indianere flyttede frivilligt til dette område, hvor de fik lov til at leve forholdsvis uforstyrret indtil 1828, hvor de blev tvunget til at flytte til Indianerterritoriet i Oklahoma. Hovedparten af cherokeserne blev dog tilbage på det, der var tilbage af det oprindelige område.
I 1819 blev der underskrevet endnu en traktat, hvor stammen måtte afgive land i den nordvestlige del af North Carolina omkring Watauga River. Denne afgivelse fik senere betydning for oprettelsen af Eastern Band of Cherokees. I 1821 offentliggjorde den meget kendte og respekterede cherokeserhøvding, Sequoyah, et skriftsprog, han havde arbejdet på i flere år, og cherokeserne var dermed den første stamme på det nordamerikanske kontinent, fik sit eget skriftsprog. I 1824 fik cherokee-nationen sin egen højesteret efter vestligt mønster, og i 1825 fik stammen en samlet hovedstad i New Echota i Georgia. 1828 udkom Cherokee Phoenix, der var den første avis skrevet på både engelsk og cherokesisk, for første gang. I 1827 fik stammen oven i købet sin egen forfatning i lighed med USA's forfatning, og året efter blev John Ross valgt som overhøvding efter et demokratisk valg.
I 1828 blev Andrew Jackson valgt som USA’s 7. præsident og samme år måtte cherokeserne underskrive endnu en traktat. Denne gang måtte man afgive det land, man havde fået i Arkansas for nyt land endnu længere mod vest, nemlig i det, der i dag er Oklahoma. Traktaten blev udarbejdet for at ”undgå at cherokeserne ville blive generet af de nybyggere, der uundgåeligt ville komme til Arkansas, når området blev stat”. Til gengæld ville USA endnu engang garantere, at det nye område skulle forblive deres for evigt (”… a permanent home, which shall, under the most solemn guarantee of the United States, be, and remain, theirs forever – a home that shall never, in all future time, be embarrassed by having extended around it lines, or placed over it, jurisdiction of a Territory or State…”). Erstatningen var denne gang $50.000 fordi det land indianerne fik i Oklahoma var meget dårligere end det, de afgav i Arkansas. Desuden $2.000 om året i 3 år (for besværet med at indsamle deres kvæg) og $8.700 en gang for alle for andre besværligheder forbundet med flytningen. Hertil kom kompensation til en række navngivne enkeltpersoner, blandt andet høvding ”George Guess, som opfandt cherokee alfabetet”. Hertil kom $2.000 om året i 10 år til uddannelse af stammens børn. For at lokke flere af de cherokesere, der var tilbage i det oprindelige område til at flytte til Oklahoma, tilbød man hver mand, der ville flytte vest på, en god riffel, et tæppe, en kedel og 5 pund tobak, foruden et tæppe til hvert medlem af hans familie. Disse emigranter ville også få ”en passende kompensation” for den ejendom de måtte lade blive tilbage. Det hele ville blive udbetalt ved ankomsten til Oklahoma, sammen med forsyninger til 12 måneder. Hvis en mand havde mindst fire familiemedlemmer med, ville han yderligere få $50 ved ankomsten.
I slutningen af 1820'erne var der blevet fundet guld i bjergene i det nordlige Georgia, og staten vedtog en lov om at ingen cherokeser måtte grave guld i staten Georgia. I 1830 ophævede staten Georgia alle cherokeser-nationens stammelove og krævede overhøjhed over hele den del af cherokesernes område, der lå i Georgia på trods af alle traktater. Cherokeserne gik til domstolene, og sagen endte i USA’s Højesteret, hvor højesteretspræsident John Marshall afsagde en kendelse til indianernes fordel. Desværre ønskede præsident Jackson ikke at sætte magt bag kendelsen. En historie fortæller at præsidenten skulle have sagt, at ”hvis Højesteretspræsidenten vil have sin kendelse gennemtvunget med magt, kan han gøre det selv”. Historien er næppe sand, og når Jackson ikke ønskede at sætte magt bag afgørelsen, var det snarere fordi, han mente at de lå uden for præsidentens beføjelser, og var op til Georgia alene. Først, hvis staten aktivt nægtede at adlyde afgørelsen, kunne præsidenten gribe ind. Det gjorde Georgia ikke. De valgte simpelthen at ignorere afgørelsen i stedet. Hermed var cherokesernes skæbne i Georgia beseglet. Staten afholdt et lotteri blandt nybyggerne, og præmierne var jordstykker på cherokesernes område. De eneste, der ikke kunne deltage i lotteriet var indianerne selv.
Samme år vedtog kongressen den såkaldte Indian Removal Act, selv om mange kendte personer, og mange medlemmer af senatet, blandt andet Davy Crockett og Daniel Webster talte imod, hvilket på længere sigt kostede Crockett hans politiske karriere, og måske præsidentposten ("I would sooner be honestly damned than hypocritically immortalized.", udtalte Crockett under debatten) . Loven gav præsidenten ret til at ”forhandle” med alle stammer, der boede øst for Mississippifloden om deres flytning til nyt land i Indianerterritoriet i Oklahoma. Nogle af de nordøstlige stammer accepterede flytningen, mens andre kæmpede imod, blandt andet cherokesernes gamle fjender shawneeerne og delawarerne men disse og andre stammer blev tvunget til at flytte til Indianerterritoriet allerede omkring 1830, selv om nogle af dem forsøgte at vende hjem igen i 1832.
Ingen af de fem civiliserede stammer ville flytte frivilligt. Efterhånden blev de forskellige stammer dog alligevel nødt til at acceptere flytningen. Choctawerne allerede i 1830. Også chicasawerne kunne se, at der ikke var andre muligheder end at flytte, så de underskrev en traktat i 1832, men da de havde ”tøvet”, fik de tildelt land sammen med deres fjender choctawerne, som de måtte betale for at bo på den tildelte jord. Seminolerne i Florida blev truet til at underskrive en forflyttelsestraktat i 1832-33, men hovedparten af stammen erklærede traktaten ugyldig, og nægtede at flytte, hvilket gav anledning til den såkaldte 2. seminolekrig. Creek-stammen ville ikke flytte men underskrev i stedet en traktat i 1832 som gave de hvide adgang til store dele af creek-området i Alabama, men i 1836 blev de alligevel tvangsforflyttet, uden nogensinde at underskrive en traktat, hvor de accepterede flytningen.
For cherokesernes vedkommende, forsøgte man at ”snyde” dem til at acceptere en traktat. I 1833 fik regeringen overtalt en lille gruppe, det såkaldte "Treaty Party", på ca. 500 indianere under ledelse af høvding Major Ridge, til at underskrive en traktat om forflyttelse til Oklahoma. Dermed mente USA at have den papirmæssige baggrund for forflyttelsen i orden, men Major Ridge og de andre ledere af denne gruppe blev slet ikke anerkendt som ledere af cherokesernationen, og 15.000 cherokesere med overhøvding John Ross i spidsen underskrev en protestskrivelse. Ross tog personligt til Washington for dels at overbringe protesten, dels at ansøge om at Cherokee Nation kunne blive optaget i USA som en selvstændig og fuldgyldig stat, men begæringen blev afvist, og da Ross søgte audiens hos præsidenten afviste denne at tage imod ham. Da Ross kom tilbage til Tennessee overtalte han høvding Gulkalaski til at søge om audiens hos Jackson, fordi han havde reddet dennes liv ved Horseshoe Bend. I modsætning til Ross fik Gulkalaski bevilget en audiens og rejste til Washington, men da han havde fremført sit ærinde overfor præsidenten, svarede denne: "Sir, Your audience has ended! There is nothing I can do for You.” Cherokeserne prøvede igen at få sagen optaget i højesteret, men denne gang ignorerede højesteret imidlertid deres krav, og i 1836 ratificerede kongressen traktaten (med én stemmes flertal) – stadig uden at have lyttet til cherokesernes egentlige ledere. Indianerne fik 2 år til at flytte frivilligt, ellers ville de blive tvangsforflyttet, men i 1837 var der kun 2.000 som var flyttet til Oklahoma.
I 1835 blev der underskrevet yderlige to traktater, en i marts og en i december. Underskrivere for cherokeserne var også her, nogle som ikke almindeligt blev accepteret som nationens ledere. Den første traktat fra marts er meget lang, og giver blandt andet indianerne en stor erstatning på $10.000 om året i al evighed foruden flere hundredetusinde dollars til dækning af forskellige omkostninger. De $10.000 om året "i al evighed" skulle dog konverteres til et engangsbeløb på $214.000, som skulle investeres efter præsidentens anvisninger. Det samme gjaldt stammens skolefond med mere. Alt i alt skulle cherokeser-stammen have 4,5 millioner dollars i erstatning, heri ikke medregnet de omtalte $214.000.
I december blev så den sidste traktat underskrevet. Ifølge denne traktats artikel 1, opgav cherokeserne alle deres tilbageværende landområder øst for Mississippifloden. Kompensationen herfor skulle være et engangsbeløb på ”ikke over $5.000.000 plus $300.000. I de følgende artikler specificeres så, hvordan beløbet på de $5 millioner kan opnås. Blandt gives $500.000 fordi det nye landområde erkendes ikke at være stort nok til hele stammen. Samtidigt var området, de blev flyttet til ikke helt ”ledigt”. Der boede desværre allerede nogen (primært nogle halvblods Osage-indianere, der var blevet tvunget til området efter en traktat mellem USA og Osage indianerne i 1825). Disse beboere skulle have kompensation, og den skulle USA trods alt betale. Og så lovede man igen, at det land, de nu havde fået, kunne de beholde til evig tid, og aldrig skulle en stat blive etableret uden om deres område.
Ud over de nævnte traktater blev der indgået andre i fx 1792, 1804, 1805 og 1816. I alt blev der underskrevet 14 traktater mellem USA og cherokeserne på de 50 år fra 1785 til 1835.
Præsident Jackson blev senere kaldt "indianerhader", men dette er næppe en helt korrekt karakteristik. Snarere var han realpolitiker, der havde forudset, at udviklingen kun kunne gå én vej, og at undlade at flytte indianerne ville føre til flere krige mellem de hvide nybyggere og de oprindelige beboere. Samtidigt var han interesseret i at blive genvalgt, og senere i at få valgt sin vicepræsident, Martin van Buren som sin afløser, og mange stemmer skulle hentes i de sydlige stater, så han var ikke indstillet på at komme på konfliktkurs med disse stater.

### Trail of tears
I slutningen af 1837 besluttede man at gennemtvinge cherokesernes flytning til indianerterritoriet med magt. I løbet af sommeren 1838 arresterede hæren så mange cherokesere som de kunne få fat i. De blev samlet i hastigt opførte fangelejre (såkaldte forter), hvor de måtte afvente deportation til Indianerterritoriet. I sommeren 1838 blev 3.000 cherokesere sendt af sted, mens yderligere 15.000 ventede i fangelejrene. Disse tog af sted i løbet af efteråret i flere mindre grupper, og i løbet af 1839 nåede de frem til deres mål. Undervejs var mellem 4- og 5.000 cherokesere døde, så stammen havde lidt meget store tab. Trail of Tears var det navn, som cherokeserne senere døbte "rejsen".

### Fra "Trail of Tears" til Borgerkrigen
I 1839 var det meste af cherokeser-stammen samlet i indianerterritoriet i Oklahoma. Men der var stor splittelse i stammen. 6.000 cherokesere havde boet i området siden 1828 (det var de fordrevne fra Arkansas). Disse 6.000 havde brugt mange kræfter på at forsvare sig mod andre stammer, der var blevet fordrevet til territoriet, fx osageerne, kiowaerne og comancheerne. Disse 6.000 cherokesere levede efter de gamle traditioner, og betragtede sig nærmest som et andet folk end de 14.000 overlevende fra Trail of Tears, der nu kom til territoriet. Cherokeserne fra Arkansas, havde i modsætning til resten af stammen ingen nedskrevne love og intet retssystem, og de anerkendte heller ikke princippet om en valgt overhøvding.
Heller ikke de 14.000 nytilkomne var enige indbyrdes. Ca. 2.000 var tilhængere af Treaty Party; de såkaldte "ridgeister" efter partiets leder, Major Ridge. Ca. 12.000 var modstandere af Treaty Party. Denne meget store gruppe kaldes "rossister", efter John Ross, der var leder af gruppen.
Splittelsen førte stammen til randen af borgerkrig, og til sidst gik det også galt. Ridgeisternes leder, Major Ridge, hans søn John Ridge, og hans nevø Elias Boudinot (der havde været redaktør af avisen Cherokee Phoenix) blev myrdet af rossister den 22. juni 1839. (Officielt blev de henrettet for forræderi, men "henrettelsen" skete uden forudgående officiel retssag. Major Ridge blev skudt under en rejse, Boudinot blev skudt ned på åben gade og John Ridge blev trukket ud af sit hus og stukket ned med 43 knivstik.) Af ridgeisterne ledere overlevede kun en anden af Major Ridges nevøer, Stand Watie. Herefter uddøde ridgeisterne efterhånden som parti, men det gamle nag blev ikke glemt. Og der var fortsat splittelse i stammen, der stadig var opdelt i de vestlige cherokesere, der kom fra Arkansas, og de østlige cherokesere, der kom fra stammens gamle områder. De vestlige cherokesere insisterede på at håndhæve de gamle traditioner, og nægtede at anerkende overhøvdingen, retssystemet og de nedskrevne love. Modsat insisterede de østlige cherokesere på at genindføre det system, de have etableret i det oprindelige område. Selv om han ikke fik accept fra de vestlige cherokesere, dannede John Ross en ny regering, og det førte til en cherokesisk borgerkrig, som varede i ikke mindre end 6 år. Først da USA's kongres truede med at dele stammen op i to selvstændige stammer, ophørte borgerkrigen, og de to fraktioner sluttede sig sammen og dannede "Cherokee Nation" i 1846. Samme år anerkendte USA's regering stammen under dette navn, og underskrev en traktat med den samlede stamme.
Perioden frem til den amerikanske borgerkrig var i forhold til de seneste mange år en fremgangsrig periode for cherokeserne. Allerede i 1844 havde man åbnet stammens nye højesteretsbygning og samme år begyndte man at udgive Cherokee Advocate, den første avis i indianerterrioriet. Cherokserne lagde sig langt hen ad vejen efter de hvides levevis, og stammen blev kontrolleret af en rig overklasse, der blandt andet ejede slaver (i 1824 havde cherokeserne 1277 negerslaver). Hovedparten af cherokeserne hørte selvfølgelig ikke til overklassen, og ejede ikke slaver, så da borgerkrigen brød ud, var de fleste ret ligeglade, og mente, at det var "de hvides krig". Den slaveejende overklasse havde dog sympati for sydstaterne, og det gjaldt også overhøvding John Ross, som dog var klar over, at det, kunne medføre stor splittelse i stammen, hvis han tog parti, og det ønskede han at undgå. I august 1861 valgte cherokeserne dog at løsrive sig fra USA, og underskrev i stedet en traktat med Amerikas Konfødererede Stater
(Confederate States of America, CSA).

### Fra borgerkrigen til i dag
Afstemningen om løsrivelse fra USA var ikke enstemmig, og den splittelse, som John Ross havde ønsket at undgå, opstod alligevel. Ca. 3.000 cherokesere meldte sig på sydstaternes side, mens 1.000 (især vestlige cherokesere), meldte sig til nordstatshæren. Cherokserne deltog i første omgang primært i kampe i Oklahoma, og ofte mod indianske modstandere, fx en stor gruppe af creek-indianere, som stod på nordstaternes side, men senere blev krigen også ført uden for Indianerterritoriet. I 1862 blev John Ross taget til fange (nogle mener, at han havde mistet lysten til at slås og selv lod sig tage til fange). Stand Watie, den eneste overlevende leder af det hedengangne Treaty Party, lod sig vælge som overhøvding, og selv om mange stammemedlemmer betragtede John Ross som den "rigtige" overhøvding, blev det Stand Watie, der blev stammens de facto leder. (Den nuværende Cherokee Nation angiver den dag i dag John Ross som overhøvding fra 1828 til sin død i 1866, og Stand Watie bliver end ikke omtalt som overhøvding.) Watie "erobrede" stammens hovedstad og nedbrændte John Ross' hjem. Watie stod fortsat på sydstaternes side, og han endte som brigadegeneral i sydstatshæren. Da borgerkrigen sluttede i 1865 var Stand Watie den sidste sydstatsgeneral som overgav sine tropper i juni, 2 måneder efter at Robert E. Lee havde kapituleret til Ulysses S. Grant ved Appomattox Courthouse i Virginia. Krigen havde været dyr for cherokeserne. 1/3 af stammen var blevet udryddet, og den splittelse i stammen, som var ved at være helet før krigen, var igen brudt ud i lys lue.
Samtidigt benyttede USA det forhold, at cherokeserne havde stået på sydens side i borgerkrigen til at ophæve samtlige indgåede traktater med stammen. John Ross og Stand Watie var i 1866 i Washington for at forhandle nye traktater med regeringen. Under forhandlingerne døde John Ross, og Watie var ikke populær på grund af sin indsats under krigen. Sagen endte med at cherokeserne måtte afgive en stor del af deres landområde i Oklahoma til brug for anlæggelse af en jernbane, og det samme gentog sig i 1868. Samtidigt blev stadig flere stammer flyttet til indianerterritoriet, og det kostede også cherokeserne land. I 1889 måtte man afgive endnu mere land, der blev givet til hvide nybyggere (Oklahoma Land Race), og der var nu langt flere hvide end indianere i indianerterritoriet.
I perioden fra 1885 frem til 1893 arbejdede regeringen på at få indianerne til at acceptere at jorden ikke længere skulle ejes i fællesskab men skulle udloddes til enkeltpersoner. De fem civiliserede stammer, herunder cherokeserne var undtaget fra denne udlodning, men i 1893 ønskede man også at udlodningen skulle gælde for disse stammer. De nægtede dog, og i 1895 blev der så vedtaget en lov, som opløste alle stammeregeringer, herunder cherokesernes, og i 1901 blev udlodningen af jorden gennemtvunget. Ejerskabet til jorden lå nu hos enkeltpersoner, og mange hvide forsøgte at svindle sig til indianernes jord, hvilket ofte lykkedes og uden at regeringen i Washington greb ind.
Allerede i 1893 overtog nybyggere store dele af cherokesernes område. Da stammen ikke ville acceptere udlodningen, betalte regeringen stammen for at få lov til at give deres jord til nybyggere, og den 16. september 1893 blev Cherokee Strip, en del af området i det nordligste Oklahoma, frigivet til nybyggere.
I 1903 valgte stammen William C. Rogers som overhøvding, og det skulle blive det sidste valg af overhøvding i 68 år. Rogers døde i øvrigt i 1917. I 1905 forsøgte de fem civiliserede stammer at skabe deres egen selvstændige stat, opkaldt efter Sequoyah, i det østlige Oklahoma, men dette mislykkedes. Den 3. marts 1906 blev Cherokee Nation officielt opløst af USA's regering. På det tidspunkt ejede cherokeserne kun ca. 10.000 hektar af de 2.800.000 hektar land, de var blevet lovet i traktaten fra 1835. I 1907 blev Oklahoma optaget som stat i USA, Dermed var også løftet fra 1828, om at cherokeserne aldrig skulle underlægges en stats love, og at grænserne aldrig skulle omsluttes af en stat blevet brudt.
I 1934 vedtog kongressen "The Indian Reorganization Act", og i 1948 blev den nuværende Cherokee Nation genetableret. I 1949 udpegede USA's præsident, Harry S. Truman, Billy W. Keeler som stammens nye overhøvding og i 1971 afholdt man så valg af overhøvding for første gang siden 1903, hvor Keeler blev valgt. I 1975 valgtes Ross O. Swimmer som Keelers afløser, og i 1984 blev det første fælles stammeråd mellem cherokeserne i Oklahoma, og Eastern Band of Cherokees i North Carolina gennemført. I 1987 skabte cherokeserne historie, da Cherokee Nation som den første stamme af oprindelige amerikanere valgte en kvinde som overhøvding, Wilma Mankiller. Mankiller underskrev aftalen med USA's regering om stammernes selvbestemmelse, et projekt, hvor 6 stammer selv fik retten til at bestemme over de midler, de fik af USA's regering. Mankiller blev genvalgt i 1991 med ikke mindre end 82 % af de afgivne stemmer. I 1995 blev Joe Byrd valgt som overhøvding, den første fuldblods cherokeser i næsten 200 år.

## Cherokeserne i dag
I dag er stammen som nævnt i indledningen delt op i et antal grupper. De tre, der er anerkendt af USA's regering er "The Cherokee Nation i Oklahoma, "United Keetoowah Band of Cherokee Indians", i Oklahoma, samt "Eastern Band of Cherokee Indian" i North Carolina.

### The Cherokee Nation
Den nuværende overhøvding er Bill John Baker, som blev valgt i 2011. Gruppen tæller ca. 175.000 medlemmer (2000), men ikke mange af disse er fuldblods cherokesere.

### United Keetoowah Band of Cherokee Indians
Denne gruppe ledes af høvding George Wickliffe (valgt i 2005), og de betragter sig selv som de mest traditionelle cherokesere. Gruppens navn, Keetoowah eller Kituwah var i et af de navne hele stammen oprindeligt brugte om sig selv. En af stammen skabelsesberetninger lader dette navn være det, som hele stammen fik af deres skaber. For at blive medlem af gruppen skal man have mindst 1/4 Keetoowah blod i årerne, og man må ikke være medlem af nogen anden indianerstamme eller gruppe. Denne gruppe tæller ca. 10.000 medlemmer.

### Eastern Band of Cherokee Nation
Gruppen ledes i dag af Richard Sneed. Gruppen henter store dele af sin indtægt på turister, og der ligger et stort kasino i reservatet, som giver gruppen store indtægter. Cherokee reservatet kaldes Qualla, og omfatter ca. 214 kvadratkilometer, det eneste der er tilbage af de oprindelige 350.000 kvadratkilometer som stammen herskede over i de østlige stater. Reservatet ligger i Great Smoky Mountains (Sha-co-na-gee på cherokesisk, eller "Stedet med den blå røg"). I byen ligger Museum of the Cherokee Indian. Uden for byen ligger Oconaluftee Indian Village hvor cherokeserne viser, hvordan stammen levede omkring 1750. I byens friluftsteater opføres om sommeren forestillingen Unto These Hills, der fortæller cherokesernes historie fra spanierne kom til Amerika og frem til Trail of Tears. Denne gruppe tæller ca. 13.000 medlemmer.

## Kendte cherokeserledere
- Attacullaculla
- Billy Keeler
- Doublehead
- Dragging Canoe
- John Ross
- Junaluska
- Major Ridge
- Moytoy
- Nancy Ward
- Oconostota
- Old Tassel
- Sequoyah
- Stand Watie
- Tsali (ikke leder, men folkehelt)
- Will Thomas (den hvide cherokeser)
- Wilma Mankiller

## Berømtheder af cherokesisk afstamning
- Burt Reynolds, skuespiller (cherokesisk, irsk, italiensk)
- Carmen Electra, skuespiller (irsk, tysk, cherokesisk)
- Cher, sanger, skuespiller (irsk/skotsk, armensk, cherokesisk)
- Chuck Norris, skuespiller (begge forældre er halvblods irsk-cherokesiske)
- Eartha Kitt, sanger (hvid, afro-amerikansk, cherokesisk)
- Elvis Presley, sanger og skuespiller(walisisk, engelsk, skotsk, irsk, fransk, hollandsk, tysk, jødisk, cherokesisk)
- James Brown, sanger (afro-amerikansk, cherokesisk)
- James Garner, skuespiller
- Jimi Hendrix, guitarist, sanger (afro-amerikansk, hvid, cherokesisk)
- Johnny Depp, skuespiller (irsk, tysk, cherokesisk)
- Kevin Costner, skuespiller (irsk, tysk, cherokesisk)
- Kim Basinger, skuespiller (svensk, tysk, cherokesisk)
- Liv Tyler, skuespiller (cherokesisk, russisk, italiensk, tysk))
- Rita Coolidge, sanger
- Steven Tyler, sanger i Aerosmith (cherokesisk, russisk, italiensk)
- Tina Turner, sanger (afro-amerikansk, cherokesisk, navajo)
- Val Kilmer, skuespiller (mongolsk, irsk, skotsk, tysk, svensk, spansk-jødisk, cherokesisk)